# Saint-Germain-des-Prés (kyrka)
För andra betydelser, se Saint-Germain-des-Prés.
Saint-Germain-des-Prés är ett benediktinerkloster i Paris, som givit namn till den omgivande stadsdelen. Klostret tillkom på 500-talet, under kung Childebert I (som regerade 511–558), och är begravningsplats för merovingerna. Genom kyrkans förbindelse med kungahuset, blev det mycket förmöget. Klostret har en ansenlig mängd värdefulla manuskript och var centrum för de katolska intellektuella fram till franska revolutionen, då det stängdes. Klostret förstördes under en explosion och brand, och den kvarvarande klosterkyrkan kallas Église de Saint-German-des-Prés.
År 542 då Childebert förde krig i Spanien och belägrade Saragossa, fick han höra att invånarna vördade martyren Vincent av Zaragoza. Biskopen av Saragossa gav kungen helgonets reliker, som denne medförde till Paris, och befallde att en kyrka skulle uppföras för att hysa relikerna, på en plats där kungen kunde se den över fälten. "Prés" betyder fält på franska.
Sankt Vincents kyrka stod färdig 558 och invigdes av biskop Germain 23 december, samma dag som Childebert dog. I kyrkans närhet byggdes ett kloster, vars abbot hade såväl andlig som världslig jurisdiktion över Saint-Germain och dess omgivning till omkring 1670. Kyrkan plundrades och brändes ner flera gånger av normanderna under 800-talet. År 1014 återuppbyggdes kyrkan och återinvigdes 1163 av påve Alexander III till minne av Germanus av Paris, Childeberts rådgivare, biskop av Paris, och helgon. När kung Filip II August byggde stadsmuren runt Paris, hamnade kyrkan utanför.
Koret med sin östra absid är ett tidigt exempel på strävbåge.
Klosterkyrkan gav namn åt det kvarter som så småningom växte fram omkring den. Den utgör en del av Quartier Latin, eftersom kyrkan donerade en bit land, Pré aux Clercs, vid Seine till Paris universitet.
Under 1600-talet var området ett av de mest eftertraktade vid Rive Gauche. Margareta av Valois övertalade abboten att donera en bit land till henne, där hon byggde ett palats, och området blev det mest fashionabla, fram till 1700-talet.
Den franske filosofen René Descartes stoft vilar i kyrkan.

## Krogar, bohemer och kulturradikaler i Saint-Germain-des-Prés
Området Saint-Germain-des-Prés tillhör Paris sjätte arrondissement. I området finns många kända kaféer som Les Deux Magots och Café de Flore. Under 1950-talet var detta område ett berömt bohemkvarter, som frekventerades både av Jean-Paul Sartre, Simone de Beauvoir och andra existensialister och av lettristerna Guy Debord, Ivan Chetcheglov med flera, av vilka de senare hade familjekrogen Moineau som sitt centrum, beskrivet i en bok av Jean-Michel Mension,"The Tribe". Ernest Hemingway och andra författare och konstnärer trivdes också här och i Quartin Latin. Många litterära verk har skrivits om trakten med Boris Vian, Gabriel Matzneff, Jean-Paul Caracalla och Nicolas Grenier.